# Bulgares de Croatie
La minorité bulgare de Croatie désigne la minorité ethnique bulgare vivant en Croatie.